# Richard Rutt
Cecil Richard Rutt (27 août 1925 - 27 juillet 2011) est un ecclésiastique anglais, anglican converti au catholicisme. Sacré évêque en 1966 pour l'Église anglicane de Corée, il revient en Angleterre en 1974. De 1979 à 1990 il y occupe le siège d'évêque de Leicester. Quatre ans après avoir quitté sa charge, il rejoint l'Église catholique romaine, au sein de laquelle il est ordonné prêtre.
Il est par ailleurs auteur de plusieurs travaux sur la langue, l'histoire et la culture de la Corée. Il a également rédigé un ouvrage de référence sur l'histoire du tricot.

## Formation et premiers postes
Richard Rutt effectue ses études au Kelham Theological College et au Pembroke College de l'université de Cambridge, dont il sort avec le diplôme de Maîtrise en arts.
En 1952 Richard Rutt reçoit l'ordination sacerdotale au sein de l'Église d'Angleterre. Son premier poste sera prêtre auxiliaire (curate) à la paroisse St George de Cambridge. Mais il décide d'aller en Corée comme missionnaire en 1954.

## En Corée: carrière et travaux académiques
En 1965 Richard Rutt est promu archidiacre du secteur ouest de Séoul. En juin de l'année suivante, il est nommé évêque auxiliaire pour le diocèse de Taejon par l'archevêque de Cantorbéry. En février 1968 il devient lui-même évêque de Taejon. 
Richard Rutt épouse Joan Ford à Hong Kong en mai 1969. En 1973 il accède au grade de commandeur de l'Ordre de l'Empire britannique.
Durant son séjour en Corée, de 1954 à 1974, Richard Rutt étudie le langage, la culture et l'histoire de ce pays. Son nom coréen est Tae-yŏng No. Il publie plusieurs travaux universitaires pour la section coréenne de la Royal Asiatic Society. Il collabore ensuite aux recherches historiques du prêtre anglican Roger Tennant. Richard Rutt s'est spécialisé dans la poésie coréenne sijo et dans les formes plus anciennes. Dans la suite de sa carrière, qui se déroule en Angleterre, il adhère à l'Association of Korean Studies in Europe et à la British Association for Korean Studies,.

## Carrière au sein de l'épiscopat anglais
En janvier 1974 Rutt se voit nommé à un poste au sein de l'Église d'Angleterre : il devient évêque de St Germans, c'est-à-dire suffragant du diocèse de Truro dont l'évêque est alors Graham Leonard. Il entre dans le Gorsedd des bardes de Cornouailles.
En octobre 1979 il devient évêque de Leicester. Il fait partie, en 1982, de ceux qui s'opposent et font finalement échouer l'accord de réunion de l'Église d'Angleterre avec l'Église méthodiste. En juillet 1985 son ancienneté lui permet d'accéder à la Chambre des lords.
Richard Rutt développe un intérêt pour le tricot et son histoire. Il publie ainsi A History of Hand Knitting en 1987, ouvrage qui devient un classique. Il lègue sa collection d'ouvrages et de magazines anciens sur le thème du tricot à l'université de Southampton. 
Dans les années 1980, le débat sur l'introduction possible de l'ordination des femmes au sacerdoce se fait de plus en plus vif, et Richard Rutt fait partie de ceux qui s'opposent à cette mesure de façon déterminée, pour des raisons d'ordre théologique. En août 1988, il rabroue publiquement Margaret Thatcher qui s'y était déclarée favorable.
Richard Rutt prend sa retraite en 1990.

## Ministère au sein de l'Église catholique
Le synode général de l'Église d'Angleterre décide finalement en 1992 d'autoriser les ordinations de femmes prêtres, les premières commençant à avoir lieu deux ans plus tard. Entre trois et cinq cents prêtres anglicans demandent à être reçus au sein de l'Église catholique,, avec parmi eux quatre évêques : Graham Leonard devenu évêque de Londres, John Klyberg, Conrad Meyer, et enfin Richard Rutt. En 1994 ce dernier est reçu au sein de l'Église catholique romaine. Il est ordonné prêtre au sein de cette église en juin 1995.
Richard Rutt est ensuite prêtre retraité résidant dans la paroisse St Mary Immaculate de Falmouth. En 2009 il est fait prélat d'honneur par le pape Benoît XVI. Il est également chanoine honoraire de la cathédrale de Plymouth.

## Œuvres
Parmi les œuvres notables, on compte
- 2002 — Martyrs of Korea
- 1999 — Korea: A Historical and Cultural Dictionary (en collaboration avec James Hoare et  Keith Pratt)
- 1996 — The Book of Changes (Zhouyi): A Bronze Age Document
- 1987 — A History of Hand Knitting
- 1980 — Traduction de A Nine Cloud Dream, de Man-jung Kim
- 1974 — Virtuous Women: Three Classic Korean Novels
- 1972 — édition annotée de History of the Korean People de James Scarth Gale
- 1971 — The Bamboo Grove: An Introduction to Sijo
- 1964 — Korean Works and Days: Notes from the Diary of a Country Priest
- 1958 — An Introduction to the Sijo, a Form of Short Korean Poem
- 1956 — The Church Serves Korea